# Marzhausen
Marzhausen là một đô thị trong huyện Westerwald bang Rheinland-Pfalz thuộc nước Đức. Đô thị Marzhausen có diện tích 3,03 km², dân số là 266 người (31/12/2006).